# یواس‌اس ریزال (دی‌دی-۱۷۴)
یواس‌اس ریزال (دی‌دی-۱۷۴) (به انگلیسی: USS Rizal (DD-174)) یک کشتی بود که طول آن ۹۵٫۸۳ متر (۳۱۴٫۴ فوت) بود. این کشتی در سال ۱۹۱۸ ساخته شد.